# Concert Spirituel

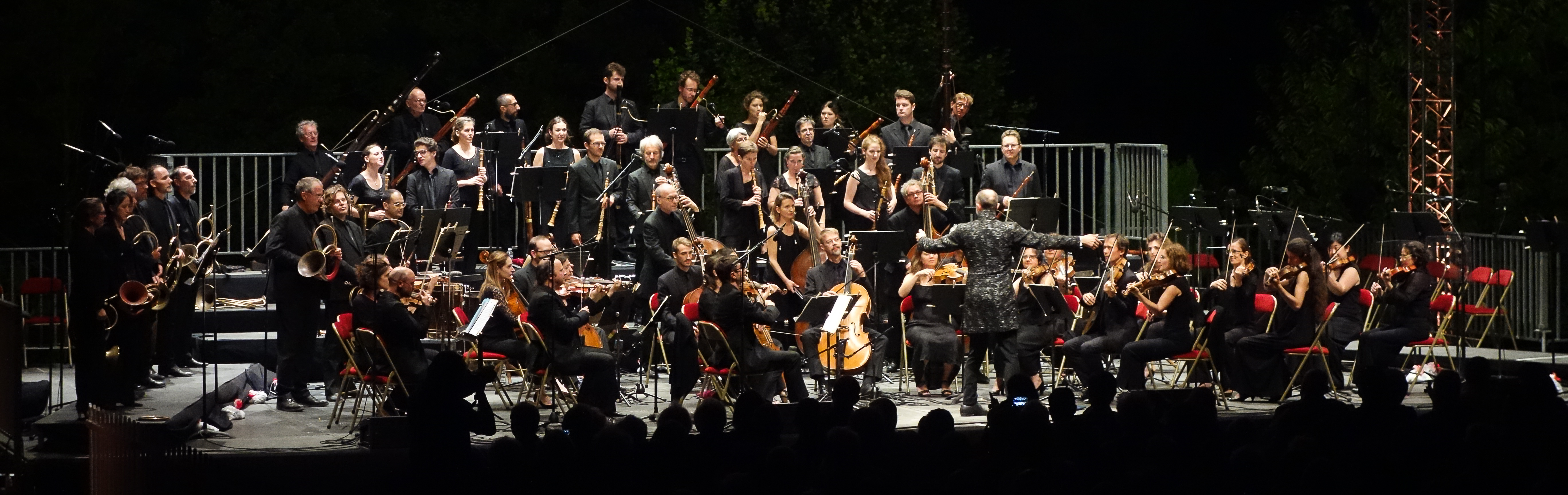
Концерт оркестра «Le Concert Spirituel» (без хора) на Фестивале Берлиоза (2017)

Le Concert Spirituel (с фр. «Духовный концерт», т.е. концерт духовной музыки) — французский барочный оркестр и барочный хор. Штаб-квартира музыкального коллектива находится в Париже.

## Краткая характеристика
Оркестр основал в 1987 году Эрве Нике. Названием коллектив обязан тематической серии концертов в Париже XVIII века (практиковались до Французской революции).
В центре репертуара Le Concert Spirituel — музыка (не только духовная, но и светская) французского барокко, в том числе редко звучащие ныне сочинения М.-А. Шарпантье, Ж.-Б. Люлли, Ж.-Ф. Рамо, А. Кампра, Ж. Б. де Буамортье, А. Гретри, Л. Н. Клерамбо и других.
Оркестр изредка исполняет и записывает также английскую барочную музыку («Король Артур» и «Дидона и Эней» Г. Перселла), музыку Г. Ф. Генделя («Мессия», «Музыка на воде», коронационные антемы), итальянцев (О. Беневоли, А. Вивальди, П. Лоренцани), Венскую классическую школу («Дон Жуан» В. А. Моцарта, «Эхо и Нарцисс» К. В. Глюка). В последние годы исполняет и записывает также музыку XIX века (реквиемы Г. Форе и Л. Керубини).
Оркестр выступает на разных концертных площадках (основной площалки нет), среди них Театр Елисейских полей (Париж), Королевская опера Версаля, Город музыки в Суассоне, Opéra de Massy (Масси), Palais des Beaux-Arts (Брюссель). В постановках опер Le Concert Spirituel тесно сотрудничает с Центром барочной музыки в Версале. Участвовал в международных фестивалях, в том числе в Променадных концертах (2012) и на Фестивале барочной оперы в Боне (неоднократно, в последний раз в 2024), на Генделевском фестивале в Галле (2025). Аудиозаписи оркестра удостоены престижных премий критиков в Германии и Франции.